# Давул (музыкальный инструмент)
Давул — большой двуглавый (двухсторонний) барабан на котором играют колотушками. Имеет множество названий в зависимости от страны и региона. Такие барабаны используются в музыке Среднего Востока и Балкан. Обладает глубоким низким и тонким высоким звуком, в зависимости от конструкции и стиля игры, для чего могут быть использованы обе стороны барабана и/или палочки.
Является народным музыкальным ударным инструментом, распространённым на Кавказе, в Средней Азии, Ираке, Иране, Болгарии и Македонии (тапан), Турции и Гагаузии (Молдова). С двух сторон имеет мембраны из овечьей или козлиной кожи. Как правило, используется в качестве сопровождения зурны.

## Традиционное использование
На юге Балкан ритм тапана сложен и использует множество акцентов и музыкальных размеров. В Македонии наиболее часто используется для сопровождения таких инструментов как зурна и гайда, в том время как в Болгарии обычно используется для сопровождения гайды и гадулки. На нём также играют соло в некоторых албанских, болгарских, македонских народных танцах и песнях. Столетиями тапан незаменим на болгарских деревенских праздниках, таких как свадьбы и чествования святых покровителей домов и деревень. В Румынии и Молдове Доба иногда используется для сопровождения танцев. В регионах Румынии Бихор и Мармарош также встречаются разновидности с маленькими тарелками, прикреплёнными сверху. По ним, обычно, бьют тонкой палочкой вместе с ударом деревянной колотушки по одной из сторон барабана или ударом тонкой палочки по ободку.
В Армении, Турции и Азербайджане дхол (давул) в основном используется вместе с зурной и духовыми инструментами, хотя может быть также использован с другими инструментами и в ансамблях. Также традиционно использовался для коммуникации и в турецкой музыке мехтеров и янычар. В Ираке и Леванте используется преимущественно в ассирийских народных танцах и ассирийской народной и популярной музыке, среди Ассирийцев, активно использующих зурну. В Армении дхол не такой большой (по окружности) и играют на нём обычно руками, хотя иногда для этого используют деревянное ложкообразные барабанные палочки. В Армении часто слышен в народной музыке, обычно вместе с другими ударными, такими как даф и дарбука, и местными духовыми, такими как дудук, сринг, тутак, кавал и паркапзук, а также с некоторыми струнными инструментами, такими как армянские тавиг, пандир, и инструментами другого происхождения такими как иранский кеманча или арабский уд. Используется не только в народной, но также и в современной музыке, где исполняется соло во многих известных песнях.

## Конструкция
Для изготовления корпуса давула возможно использовать древесину твёрдых сортов, грецкого ореха или каштана, хотя это могут быть и другие сорта, в зависимости от региона производства. Для изготовления корпуса древесину варят в воде, чтобы сделать её более гибкой, а затем сгибают внутри цилиндрической формы и закрепляют. Мембранам, изготавливаемым обычно из козлиной или овечьей кожи, при помощи деревянных рамок придаётся форма круга. Однако, для придания звуку более высокого тона, мембрана с одной стороны может быть сделана из козлиной кожи, а мембрана с другой стороны может быть сделана из овечьей, телячьей или даже ослиной кожи, что обеспечивает более низкое звучание. Говорят, что некоторые предпочитают волчью или даже собачью кожу. Верёвка, протянутая взад и вперед сквозь корпус барабана, зигзагом от одной мембраны к другой, удерживает мембраны на барабане и обеспечивает натяжение, необходимое для настройки. Иногда металлические кольца или кожаные ремешки объединяют особым образом соседствующие участки верёвки, так чтобы обеспечить дальнейшую настройку. Иногда, в месте где основная верёвка проходит сквозь барабан, удерживая всю конструкцию на корпусе, прикрепляют два кольца.
В бывших республиках Югославии и Болгарии делают тапаны двух размеров:
- болг. Golem — диаметром около 50-55 см.
- болг. Mal или болг. Tapance — диаметром около 30-35 см.

В Турции размеры давулов разнятся от 60 до 90 см в диаметре. Для мембраны со стороны более низкого звука используется коровья шкура, в то время как для мембраны со стороны более тонкого, высокого звука используют козлиную кожу.
В Греции диаметр давула (др.-греч. daouli) может варьироваться от 12-14 дюймов (для разновидности toumbi) до 3-4 футов для давулов из северных регионов. Давулы из Пелопоннеса и Румелии обычно 20-30 см в диаметре.

## Игра
Исполнители обычно используют верёвку, привязанную к барабану, чтобы удерживать его боком так, чтобы одна сторона была доступна левой руке, а другая правой. Каждая рука, обычно предназначена для игры исключительно с одной стороны барабана, хотя это может отличаться в зависимости от местных стилей и традиций.
Играющий использует два вида палочек. Сильные доли играются доминантной рукой со стороны более толстой кожи, используя тонкую палочку известную как болгарская — болг. kukuda или болг. ukanj, турецкая — тур. tokmak, греческая — греч. daouloxylo (палка даули). Обычно это толстая трубчатая полка из древесины грецкого ореха длиной около 440 мм. Её толщина вместе с толщиной мембраны придаёт сильным долям низкий, полный звук. Иногда мембрана, на которой играют этой палкой дополнительно демпфируется (глушится) тканью для достижения очень низких нот. Слабые доли играются недоминантной рукой на стороне с более тонкой кожей, используя тонкую палку или «переключатель», называемый в Болгарии — болг. pracka, в Турции — тур. cubuk, в Греции — греч. daouloverga («переключатель» даули). Эта тонкая палка держится перекрёстным захватом и играющий может выполнить быстрые акцентированные удары слегка сжимая кулак. Тонкая палка обычно делается из мягкой древесины, ивы или кизила.
Балканская школа игры на давуле предполагает, что при исполнении мелодии (не аккомпанемента), не доминантная рука используется для выражения всего, что играющий хочет сказать, в то время как доминантная рука используется только для того, чтобы подчеркнуть определённые моменты в мелодии.